# Metaheimita
La metaheimita és un mineral de la classe dels fosfats.

## Característiques
La metaheimita és un arsenat de fórmula química PbCu₂(AsO₄)(OH)₃. Va ser aprovada com a espècie vàlida per l'Associació Mineralògica Internacional en el mes de desembre de l'any 2024, i encara resta pendent de publicació. Cristal·litza en el sistema monoclínic.
L'exemplar que va servir per a determinar l'espècie, el que es coneix com a material tipus, es troba conservat a les col·leccions del museu mineralògic del Leibniz-Institut zur Analyse des Biodiversitätswandels, a Hamburg (Alemanya), amb el número de registre ro-3702.

## Formació i jaciments
Va ser descoberta al dipòsit de Grosses Chalttal, al districte de Mürtschenalp, a Glarus Nord (Glarus, Suïssa), sent aquest indret l'únic de tot el planeta on ha estat descrita aquesta espècie mineral.